# José Ramón Astorga Salinas
José Ramón Astorga Salinas (* 19. Mai 1831 in Santiago de Chile; † 1. Dezember 1906 ebenda) war ein chilenischer römisch-katholischer Geistlicher und Weihbischof in Santiago de Chile.

## Leben
José Ramón Astorga Salinas empfing am 10. Juni 1854 das Sakrament der Priesterweihe.
Am 22. Juni 1899 ernannte ihn Papst Leo XIII. zum Titularbischof von Martyropolis und zum Weihbischof in Santiago de Chile. Der Erzbischof von Santiago de Chile, Mariano Casanova y Casanova, spendete ihm am 28. Oktober desselben Jahres die Bischofsweihe; Mitkonsekratoren waren der Apostolische Vikar von Méndez y Gualaquiza, Giacomo Costamagna SDB, und der Bischof von Guayaquil, Roberto Maria Pozo y Martin SJ.